# Jayrūd
Jayrūd (arabiska: جيرود) är en subdistriktshuvudort i Syrien.   Den ligger i provinsen Rif Dimashq, i den sydvästra delen av landet, 50 kilometer nordost om huvudstaden Damaskus. Jayrūd ligger 815 meter över havet och antalet invånare är 32 352.
Terrängen runt Jayrūd är varierad. Närmaste större samhälle är Yabrūd, 19,3 kilometer norr om Jayrūd.
Trakten runt Jayrūd är ofruktbar med lite eller ingen växtlighet. Runt Jayrūd är det ganska tätbefolkat, med 75 invånare per kvadratkilometer.